# 东关桥
东关桥，位于中国福建省泉州市永春县东平镇东美村，为一个省级文物保护单位，类型为古建筑及历史纪念建筑物，为第三批福建省文物保护单位，公布时间为1991年4月17日。
东关桥的历史年代为宋-明。